# Fovea
La fovea centralis è una regione centrale della retina di massima acutezza visiva, presente al centro della macula lutea. Costituisce il punto centrale in cui viene focalizzata la nostra attenzione visiva.

Struttura dell'occhio umano con la fovea mostrata in basso

## Anatomia

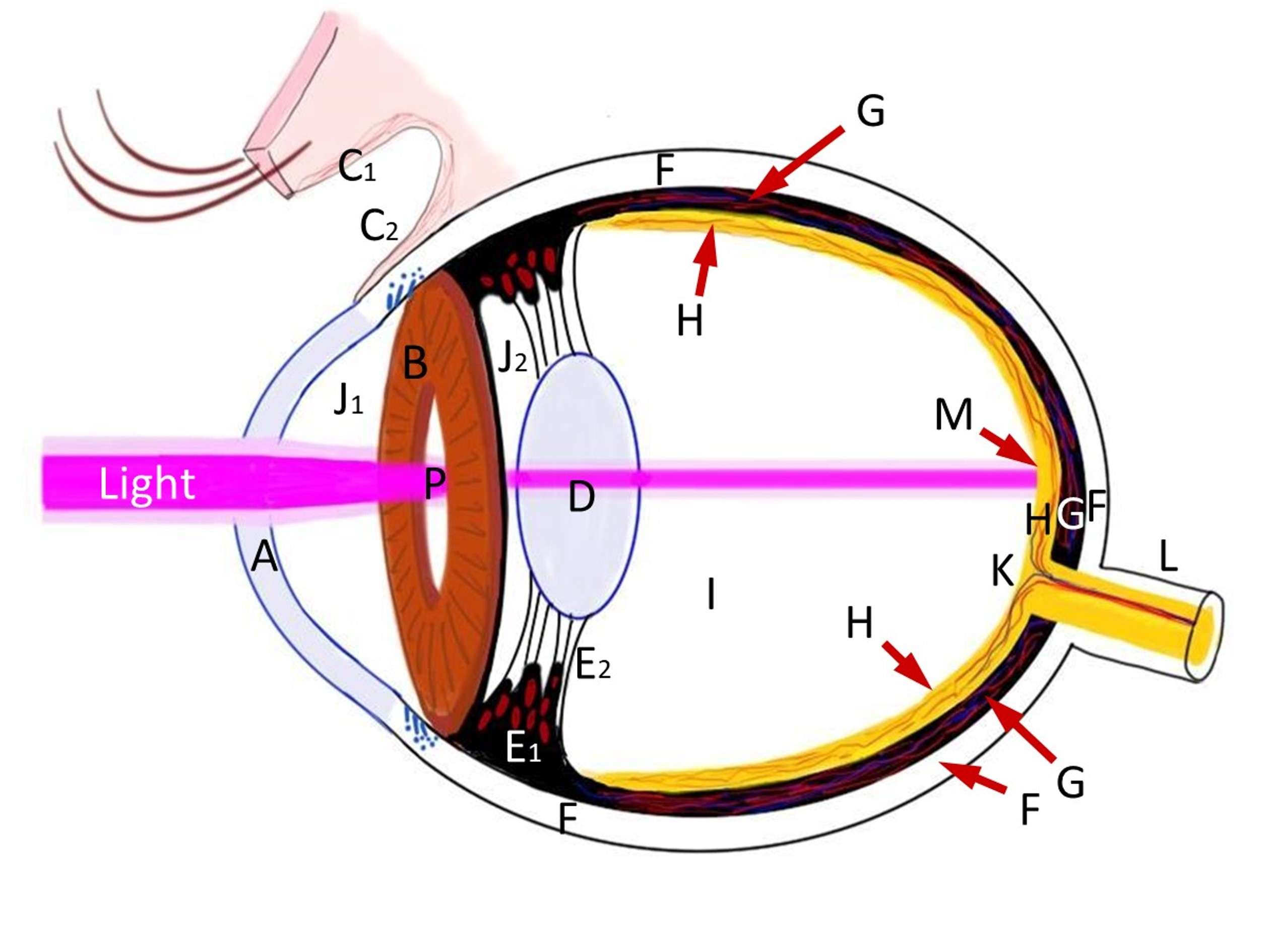
Schema illustrativo di come la luce, attraversata la pupilla, giunge direttamente alla macula lutea

La fovea è un avvallamento di forma circolare nella retina, di circa 1,5 mm di diametro. Qui c'è la massima concentrazione dei coni (ma soltanto quelli che permettono la visione del rosso e del verde), mentre sono del tutto assenti i bastoncelli. Considerando il punto più estremo della cornea, la fovea rappresenta l'altro estremo dell'asse ottico del nostro occhio, mentre l'estremo dell'asse anatomico corrisponde alla papilla ottica (emergenza del nervo ottico).

## Microscopica
Al livello della fovea è presente un'unica fila di cellule fotorecettive per la luce cromatica, i coni, poste sull'epitelio pigmentato. Questi coni instaurano sinapsi con un tipo particolare di neuroni bipolari, che a loro volta instaurano una sola sinapsi con una cellula gangliare. L'assone amielinico efferente della cellula gangliare si direzionerà verso l'emergenza del nervo ottico insieme agli altri assoni delle cellule gangliari polisinaptiche. Lo spessore molto ridotto della fovea è dovuto alla particolare disposizione dei neuroni che non si presentano longitudinali al rispettivo cono, ma si presentano ai margini della fovea, vicino ai neuroni della regione esterna alla macula. In questo modo il problema della diffusione della luce dovuta all'ingombro del pirenoforo di questi neuroni è minimizzato.

## Differenze dalla papilla ottica
Non rappresenta la regione dalla quale parte il nervo ottico che collega la retina alla corteccia visiva del cervello. Infatti esso è disposto più medialmente rispetto a questa regione poiché il punto in cui è possibile localizzare l'emergenza del nervo ottico, è un punto cieco, cioè sono assenti i fotorecettori (coni e bastoncelli) dal momento che questo nervo è dato dai prolungamenti diretti verso il centro delle cellule gangliari. Quindi sarebbe funzionalmente sconveniente se questo punto cieco coincidesse con la porzione della retina dove arriva la massima informazione visiva.